# 謝里夫崖
83°24′S 50°37′W / 83.400°S 50.617°W
謝里夫崖（英語：Sheriff Cliffs）是南極洲的山崖，位於伊莉莎白女王地，處於加布羅峰以西，屬於彭薩科拉山脈中福里斯特爾山脈的一部分，海拔高度1,750米，以地質學家命名，現時由南極條約體系管理。